# Жизнь Галилея
«Жизнь Галилея» (нем. Leben des Galilei) — пьеса немецкого поэта и драматурга Бертольта Брехта, одно из самых значительных его произведений. Первая редакция пьесы датируется 1939 годом, вторая, существенно отличающаяся от первой, — 1945-м; по мнению ряда исследователей, существует и третья редакция, специально подготовленная Брехтом к постановке спектакля в театре «Берлинер ансамбль» в 1955 году.
Во всех редакциях пьеса, посвящённая истории 300-летней давности, была обращена в современность и порождала различные толкования. Вполне традиционная по форме, «Жизнь Галилея» тем не менее оказалась особенно сложна для сценического решения, и, хотя ставилась часто, лишь немногие постановки стали событием театральной жизни.

## История создания

### Первая редакция
В первой редакции пьеса «Жизнь Галилея» была написана Брехтом в эмиграции, в Дании; в конце ноября 1938 года он отметил в своём «рабочем журнале», что полностью написал «Жизнь Галилея» в течение трёх недель; однако в 1939 году пьеса была доработана.
По свидетельству самого драматурга, при реконструкции птолемеевской системы мироздания ему помогали ассистенты Нильса Бора, работавшие в это время над проблемой расщепления ядра. Узнав от них о расщеплении ядра урана, осуществлённом Отто Ганом и Фрицем Штрассманом в Берлине в конце 1938 года, Брехт, в отличие от физиков, дал этому открытию положительное толкование и весной 1939 года вложил в уста Галилея слова: «Покуда кое-где совершаются величайшие открытия, способные безмерно умножить счастье людей, огромные части этого мира погружены в потёмки». В этой первой редакции, прежде чем передать ученику рукопись «Бесед» (Discorsi), Галилей говорил, что наука не может терпеть в своих рядах людей, не готовых вступиться за разум: «Ей надлежит с позором прогонять их, ибо она стремится не упустить ни одной истины, в мире лжи у неё не было бы поддержки».
В начале пьесы Галилей провозглашал наступление «новых времён» — предисловие к первой редакции свидетельствует о том, что основной её темой была реакция, которая в истории неизбежно следует за любыми «новыми временами»:
Ужасно бывает разочарование, когда люди обнаруживают или мнят, будто обнаружили, что они стали жертвой иллюзии, что старое сильнее нового, что «факты» против них, а не за них, что их время, новое время, ещё не пришло. Тогда дело обстоит не просто так же плохо, как прежде, а гораздо хуже, ибо ради своих планов они пожертвовали многим, чего теперь лишены; они дерзнули продвинуться вперёд, а теперь на них нападают, старое им мстит. Учёный или изобретатель был человеком безвестным, но зато его никто и не преследовал, пока он не обнародовал своё открытие; теперь же, когда оно опровергнуто или заклеймено, он превращается в обманщика и шарлатана, увы, слишком хорошо известного; угнетаемый и эксплуатируемый теперь, когда восстание подавлено, превращается в бунтовщика, который подвергается особенно жестокому притеснению и наказанию. За напряжением следует усталость, за, быть может, преувеличенной надеждой — быть может, преувеличенная безнадёжность. Те, кто не впадает в тупое безразличие, впадают в нечто худшее; те, кто не растратил энергию в борьбе за свои идеалы, теперь направляют её против них же! Нет более неумолимого реакционера, чем новатор, потерпевший поражение...
В 1940 году пьеса была размножена на стеклографе издательством Петера Зуркампа в театрально-прокатных целях. Премьера первой редакции «Жизни Галилея» состоялась 9 сентября 1943 года в цюрихском «Шаушпильхаузе» в постановке Леонарда Штеккеля; оформил спектакль Тео Отто, музыку к нему написал Ханс Эйслер.
Брехт исходил из того, что знаменитые слова Галилея «И всё-таки она вертится!» в действительности не были произнесены; соответственно, в пьесе они отсутствовали, Галилей отрекался от своих идей без каких-либо оговорок. Тем не менее, как вскоре выяснилось, первоначальная редакция пьесы оставляла возможность ложных, с точки зрения автора, толкований: «Некоторые физики, — писал Брехт, — говорили мне, и притом весьма одобрительно, что отказ Галилея от своего учения, несмотря на некоторые „колебания“, изображён в пьесе как вполне разумный шаг, поскольку он дал ему возможность продолжить свои научные труды и передать их потомству. Если бы они были правы, это означало бы неудачу автора».

### Вторая редакция
В 1945—1946 годах, в США, работая вместе с актёром Чарльзом Лоутоном над переводом пьесы на английский язык, Брехт внёс в неё существенные изменения: он удалял все реплики, ремарки, даже некоторые эпизоды, которые могли располагать к положительному истолкованию поведения Галилея. В самый разгар этой работы были сброшены атомные бомбы на Хиросиму и Нагасаки — сам Брехт считал, что не столько внесённые им изменения, сколько атомная бомба «осветила конфликт Галилея с властями новым, ярким светом». Во всяком случае, в этой новой редакции Брехт добавил в финальный монолог Галилея слова: «…Пропасть между вами и человечеством может оказаться настолько огромной, что в один прекрасный день ваш торжествующий клич о новом открытии будет встречен воплем ужаса». Как считал Эрнст Шумахер, во второй редакции, по сравнению с первой, Брехт более чётко высветил и «противоречия прогресса и реакции в обществе».
В «американской» редакции «Жизнь Галилея» впервые была поставлена в июле 1947 года в «Коронет театре» (The Coronet Theatre) в Лос-Анджелесе режиссёром Джозефом Лоузи, при активном участии самого автора; Галилея сыграл Лоутон. По свидетельству Чарльза Чаплина, лос-анджелесской «киноколонии» спектакль показался слишком уж малотеатральным. Как писал сам Брехт, и в Лос-Аджелесе, и чуть позже в Нью-Йорке, в экспериментальном театре Американской национальной театральной академии (Maxine Elliott’s Theatre), «Жизнь Галилея» игралась в небольших театрах, с аншлагом, но имела плохую прессу; из-за большого количества занятых в спектакле актёров прибыль оказалась очень скромной, и в результате американская постановка пьесы «так и не вышла за рамки эксперимента». Чрезвычайно довольный исполнением, Брехт оставил подробное, картина за картиной, описание Лоутона—Галилея. Что же касается Д. Лоузи, то он вернулся к пьесе в 1975 году, когда она уже получила всемирное признание, — снял фильм под названием «Галилео»)
На русский язык «Жизнь Галилея», её вторая редакция, была переведена Львом Копелевым в 1957 году.

## Действующие лица
- Галилео Галилей
- Андреа Сарти
- Госпожа Сарти, экономка Галилея, мать Андреа
- Людовико Марсили, богатый молодой человек
- Приули, куратор университета в Падуе
- Сагредо, друг Галилея
- Вирджиния, дочь Галилея
- Федерцони, шлифовальщик линз, помощник Галилея
- Козимо Медичи, великий герцог Флоренции
- Патер Кристофер Клавиус, астроном
- Маленький монах
- Кардинал-инквизитор
- Кардинал Барберини, он же — папа Урбан VIII
- Кардинал Беллармин
- Филиппо Муциус, учёный
- Гаффоне, ректор университета в Пизе

## Сюжет
Действие происходит в Италии XVII века, в Падуе и Флоренции, на протяжении 28 лет. В начале пьесы Галилео Галилею 46 лет; в доме его, кроме дочери Вирджинии, живёт экономка — госпожа Сарти с сыном Андреа. Научные занятия не приносят Галилею доходов: математика, утверждает куратор Падуанского университета, «не так необходима, как философия, и не так полезна, как богословие». Учёные в Венецианской республике защищены от инквизиции, но получают гроши, и Галилей зарабатывает на жизнь, преподавая математику состоятельным ученикам, изобретая новые приспособления, «игрушки» вроде пропорционального циркуля или машины, как, например, водяной насос, но подлинная его страсть — астрономия. Ему кажется, что наступили «новые времена» и что человечество вот-вот вырвется из замкнутой системы мироздания, созданной Птолемеем. В свободное от работы время он посвящает в пока ещё запретное учение Коперника самого благодарного из своих учеников — юного Андреа Сарти.
В доме Галилея появляется богатый молодой человек Людовико Марсили, готовый брать уроки, но исключительно по настоянию родителей: «в науках ведь всегда всё не так, как следует по здравому человеческому разумению». От него Галилей узнаёт о новом изобретении голландских мастеров — небольшой увеличительной трубе. По описаниям Людовико учёный создаёт телескоп, с помощью которого обнаруживает в небесном пространстве явления, подтверждающие учение Коперника. Однако друг Галилея Сагредо не разделяет его восторг — власть имущие не могут оставлять на свободе человека, владеющего
истиной: «Злосчастен тот день, когда человек открывает истину, он ослеплён в тот миг, когда уверует в разум человеческого рода».
Но Галилей верит в человеческий разум и в силу доказательств — не имея средств для своей научной работы, в поисках богатых покровителей он переезжает из свободной Венецианской республики в более консервативную Флоренцию и становится советником при дворе герцога Козимо II Медичи. Здесь с помощью телескопа он пытается показать придворным учёным звёзды, движение которых опровергает существующие представления о строении Вселенной. Но учёные в ответ цитируют авторитетного для католической церкви Аристотеля. И сколько ни умоляет их Галилей довериться собственным глазам, учёные уходят, так и не взглянув в телескоп.
Попытки Галилея доказать, что система мироздания, согласно которой мир вращается вокруг Земли, неверна, приводят его к конфликту с церковью; кардинал-инквизитор склоняет на свою сторону его дочь Вирджинию. Новые надежды вселяет в Галилея восшествие на святой престол, под именем Урбана VIII, кардинала Барберини, учёного-математика: «Мы ещё доживём до времени, когда не придётся оглядываться, как преступнику, говоря, что дважды два — четыре».
Учение Галилея тем временем широко распространяется в народе: новые идеи подхватывают уличные певцы и памфлетисты, астрономические темы используют в оформлении карнавальных шествий. Однако чума и неудачные войны, подрывающие веру, наконец, Реформация побуждают церковь ужесточить борьбу с инакомыслием. Козимо Медичи отворачивается от Галилея, папа Урбан VIII поначалу пытается его спасти, но в конце концов уступает доводам кардинала-инквизитора, выговорив для Галилея лишь одно послабление: его не будут пытать — ему только покажут орудия пыток.
Демонстрации орудий пыток оказывается достаточно, чтобы сломить Галилея: большой колокол собора Святого Марка торжественно возвещает об отречении всемирно известного учёного. Разочарованный Андреа, любимый его ученик, проклинает учителя: «Несчастна та страна, у которой нет героев!» — «Нет! Несчастна та страна, которая нуждается в героях», — отвечает Галилей.
Покинутый учеником, он продолжает, под присмотром монахов, свои исследования. Проходит десять лет; перед отъездом за рубеж Андреа Сарти, сам уже известный учёный, приходит к бывшему учителю проститься. Галилей просит его вывезти из страны экземпляр рукописи, над которой он тайно работал последние годы. В глазах Андреа этот труд оправдывает отречение Галилея, однако сам учёный не находит и не ищет себе оправдания.

## Толкования пьесы
В написанном в 1947 году очерке «Лафтон играет Галилея» Брехт утверждал, что речь в его пьесе идёт «вовсе не о том, что следует твёрдо стоять на своём, пока считаешь, что ты прав». Коперник на своём не стоял, крамольные мысли он позволил огласить лишь после своей смерти, но никто его этим не попрекает, — Галилей, по Брехту, совершил преступление перед наукой, «когда повёл свою науку на борьбу и предал её в ходе этой борьбы». Однако первое немецкое издание, вышедшее в свет в 1955 году, сопровождалось заметкой: «Пьеса „Жизнь Галилея“ была написана в эмиграции, в Дании, в 1938—1939 гг. Газеты опубликовали сообщение о расщеплении атома урана, произведённом немецкими физиками» — тем самым, как отмечал Илья Фрадкин, автор намекал на связь замысла пьесы с проблемами атомной физики, хотя нет никаких свидетельств того, что Брехт в конце 1930-х годов предвидел создание атомной бомбы, и эта связь меньше всего просматривалась именно в первой, датской редакции пьесы.
Утверждение, будто «Жизнь Галилея» — об ответственности учёных перед обществом, кочевало из статьи в статью; при том, что конфликт пьесы — отречение от своих знаний, своей цели, от самого себя, в конце концов, под угрозой физических истязаний — не имел ничего общего ни с проблемой создателей атомной бомбы, ни с более поздним «делом Оппенгеймера», но явным образом перекликался с событиями, которые в конце 1930-х годов были на виду и на слуху у всех — московскими открытыми процессами. По некоторым свидетельствам, Брехт сам говорил об этом в 1956 году, во время репетиций пьесы в театре «Берлинер ансамбль». В эти же годы в так и не законченном сочинении «Ме-Ти. Книга перемен» Брехт как бы от имени китайского философа пытался разобраться в том, что происходит в СССР, и, при всей осторожности суждений, по поводу открытых процессов написал: «…Если от меня требуют, чтобы я (без доказательства) верил в нечто доказуемое, то это всё равно, что требовать от меня, чтобы я верил в нечто недоказуемое. Я этого не сделаю… Бездоказательным процессом он нанёс ущерб народу».
Лев Копелев в своей книге о Брехте отметил, насколько Галилей в исполнении Эрнста Буша в спектакле «Берлинер ансамбль» отличался от Галилея Лоутона: «Различия, — писал он, — на первый взгляд парадоксальные: Лафтон — богатый американец, аполитичный и жизнерадостный до беспечности — безоговорочно осуждает отступника Галилея, не допускает никакого снисхождения к трусливому обжоре и себялюбцу… Буш — сын рабочего из северной Германии, воспитанный в пуританских традициях, убеждённый коммунист, испытавший жестокие лишения и смертельные опасности, — оказывается снисходительней к великому учёному, сломленному низменными силами самосохранения — страхом и эгоистическими расчётами… Суть в том, что Буш по-иному относится к научному творчеству Галилея и к его способности „наслаждаться мышлением“. Лафтон ощущал это как стихийную страсть, почти тождественную плотской. А Буша привлекает мыслитель-революционер, отважный, упрямый искатель истины».
На политический подтекст пьесы указывал в 1964 году И. Фрадкин в своих комментариях к «Жизни Галилея» — в меру отпущенных ему цензурой возможностей: первая редакция пьесы отличалась от более поздних именно тем, что осуждение Галилея было в ней ещё не столь однозначным, поскольку Брехт «имел в виду ту сложную и подчас хитроумную тактику, к которой приходится прибегать борцам-подпольщикам (в частности, антифашистам в Третьей империи)». О том же двадцатью годами позже писал Эрнст Шумахер: «…Брехт показал, как можно распространять правду и после поражения — именно хитростью». Юрий Любимов поставил «Жизнь Галилея» в Театре на Таганке в 1966 году — в то самое время, когда более именитые деятели культуры подписывали Письмо двадцати пяти и Письмо тринадцати против реабилитации Сталина. И хотя ставил он более позднюю редакцию пьесы, осуждение Галилея режиссёр смягчил: это был спектакль прежде всего о «несчастной стране, которая нуждается в героях», — Любимов узнавал в «Жизни Галилея» именно отечественный конфликт. Как и Марианна Строева, писавшая в рецензии на спектакль: «Увы, его дилеммы слишком живы». В годы перестройки ту же мысль уже с большей откровенностью высказал Юрий Барбой, вспоминая о том, как Эрнст Буш играл Галилея в 1957 году: «…не один ведь Галилей совершает выбор и предаёт свою цель; Буш-гражданин „примеривает“ на себя и своих современников этот же радикальный выбор».

## Художественные особенности
С точки зрения формы сам Брехт называл «Жизнь Галилея» пьесой «оппортунистической»: по сравнению с «Кавказским меловым кругом», который специалисты считают наиболее последовательным воплощением теории «эпического театра», «Жизнь Галилея» кажется вполне традиционной, в ней практически отсутствуют те приёмы, с помощью которых Брехт добивался «эффекта очуждения»; в ней нет даже обычных для Брехта зонгов, расширяющих временные и пространственные рамки пьесы, включающих в неё самого автора, — в «Жизни Галилея» автор присутствует лишь в небольших стихотворных эпиграфах к картинам.
Вместе с тем Павел Марков отмечал, что «Жизнь Галилея» очень сложна для сценического решения: в ней нет интриги, нет тех крупных событий, которые могут приковать внимание зрителей. Пьеса состоит из вполне самодостаточных сцен, объединённых, в соответствии с принципами «эпического театра», не сюжетом в привычном смысле этого слова, а авторской мыслью, при этом мыслью «ищущей», — именно за ней, по замыслу Брехта, должен следить зритель. Этой своей особенностью «Жизнь Галилея» предъявляет особенно высокие требования к актёрам, в первую очередь к исполнителю главной роли: у брехтовского Галилея слишком мало «переживаний», чтобы он мог захватить публику средствами психологического театра. Здесь Брехту, как ни в какой другой пьесе, необходим актёр мыслящий, способный заинтересовать зрителей развитием авторской мысли.
Внешне «Жизнь Галилея» похожа на обычную биографическую драму, это не парабола, как многие другие пьесы Брехта; он достаточно строго соблюдал историческую канву, в ремарках точно датировал основные события жизни Галилея; но при этом предостерегал от буквального толкования сюжета, в частности, в одном из комментариев к пьесе писал: «Театрам очень важно знать, что, если постановка этой пьесы будет направлена главным образом против католической церкви, сила её воздействия будет в значительной мере утрачена. …Именно в наши дни было бы в высшей степени рискованно ставить на борьбу Галилея за свободу науки печать борьбы против религии. Это самым нежелательным образом отвлекло бы внимание от нынешней отнюдь не церковной реакционной власти». Авторское толкование сюжета различно в разных редакциях пьесы, но мысль Брехта всякий раз была обращена к актуальным событиям, — эту оставшуюся в подтексте связь истории 300-летней давности с современностью, собственно, и должен был выявить театр. «Постановка этой пьесы, — писал Илья Фрадкин, — по плечу лишь крупным театрам, располагающим яркими актёрскими индивидуальностями».

## Сценическая судьба

### «Жизнь Галилея» в театре Брехта
В Германии пьесу впервые поставил Фридрих Зиме в Кёльне — премьера состоялась в мае 1955 года. В том же году Брехт приступил к постановке «Жизни Галилея» в созданном им театре «Берлинер ансамбль», поручив главную роль любимому актёру Эрнсту Бушу. Он произвёл в тексте пьесы некоторые купюры, в частности, целиком удалил картину V (Чума) и картину XV, в которой Андреа Сарти провозит рукопись Галилея через границу, — по-видимому, руководствуясь теми же соображениями, что и в «американской» редакции: не героизировать Галилея и не давать повод толковать его отречение как разумный акт, совершённый в интересах науки. Эти купюры, как и некоторые изменения текста, одни считают сугубо режиссёрскими, другим они дают основания говорить о третьей, «берлинской» редакции пьесы. Так, Э. Шумахер считал, что уточнения, внесённые Брехтом в финальное самоосуждение Галилея, приблизило пьесу к актуальным проблемам науки: постановка пьесы в Берлине была задумана вскоре после испытаний водородной бомбы.
С этой актуализацией было связано и толкование образа главного героя: судя по сохранившимся записям репетиций, Брехт хотел, чтобы Галилей был одновременно «совершенным подлецом» и «героем», который по вине общества, рассматривающего творчество как преступление, сам становится преступником; он видел Галилея «чревоугодливым и плотским, грешным и приземлённым», разрывающимся между двумя пороками — «наукой и обжорством». Такой трактовке противился Буш, который долгое время вообще отказывался играть в пьесе. Зрители в итоге увидели иного Галилея, что во время гастролей театра в России, наряду с Л. Копелевым, отметил и Ю. Юзовский: «Галилей Буша любит жизнь, но не обязательно в её низменном, потребительском варианте, а больше в возвышенном, в творческом — Буш не хочет зря унижать своего героя… Пресловутое „чревоугодие“ мы обнаружили в спектакле лишь однажды, когда Галилей с удовольствием пьёт молоко, отдавая должное его качествам…».
Был ли такой Галилей нарушением авторской воли, или Бушу (вместе с Эрихом Энгелем, изначально приглашённым в сопостановщики) удалось автора переубедить, во всяком случае, в мае 1956 года тяжело больной Брехт писал Бушу: «…Я очень сожалею, что не смогу участвовать в окончательном формировании образа вашего Галилея. Особенно после последней репетиции заключительной сцены я увидел, что вы, я убежден, создаёте великолепный образ!»
Галилей Буша, в первых картинах — полнокровно жизнелюбивый человек эпохи Возрождения, наделённый, по словам критика, особым даром «хорошо чувствовать себя на земле», в финальной сцене представал опустошённым, ко всему равнодушным, ничему не способным радоваться — человеком, давно потерявшим смысл жизни; даже тайная работа над рукописью, которую Андреа вывез за границу, не могла вернуть ему потерянный смыл. В отличие от Лоутона, Буш рассказывал историю Галилея как трагедию.
Брехт спектакль не увидел, постановку после его смерти завершил старый соратник Эрих Энгель. На премьере, состоявшейся 15 января 1957 года, артистов вызывали на поклон 60 раз; известный театральный критик Г. Иеринг назвал спектакль «исторической вехой, которая, возможно, будет поворотным пунктом в жизни немецкого театра». Галилея Буша так же подробно, как некогда Брехт — Галилея Лоутона, описал Ханс Эйслер, а после гастролей театра в Москве и Ленинграде в 1957 году — и Илья Фрадкин. «Жизнью Галилея» открывались в мае гастроли театра: «Мы увидели спектакль, — писал в те дни П. Марков, — тщательно и любовно отделанный в каждой его детали… Режиссура безошибочно знает, на какой момент действия должно быть направлено особое внимание зрителя. Она не допускает на сцене ни одного лишнего аксессуара. Точное и очень простое декоративное оформление — полированные коричневые высокие стены — оставляет свободной широкую, просторную сценическую площадку и лишь отдельными скупыми деталями обстановки передаёт атмосферу эпохи. Так же целесообразно, скупо, но верно строятся и мизансцены… Сценические образы, вплоть до эпизодических, разработаны с той же тщательностью и придирчивой требовательностью, которые свойственны спектаклю в целом».
Спектакль «Берлинер ансамбль» получил международное признание, а пьеса Брехта с тех пор не сходила со сцены; к ней вновь и вновь обращался и театр Брехта: в 1971 году «Жизнь Галилея» ставил Фритц Бенневитц; в 1978 году М. Векверт и Й. Теншерт поставили, под названием «Галилео Галилей», самую раннюю, датскую редакцию пьесы.

### «Жизнь Галилея» на Таганке
Самая известная постановка «Жизни Галилея» в СССР — спектакль Юрия Любимова в Театре на Таганке, с Владимиром Высоцким в главной роли. Премьера в молодом, но уже покорившем Москву театре состоялась 17 мая 1966 года. Именно потому, что этот спектакль, поставленный на исходе «оттепели», откликался скорее на актуальные проблемы советской действительности, Любимов воздержался от однозначного осуждения главного героя. Он вспомнил слова Брехта о том, что хороший спектакль похож на коллоквиум, — на Таганке два хора, хор мальчиков и хор монахов, спорили о Галилее. И не только спорили о нём, но и пытались воздействовать на него: одни призывали к компромиссу, другие — к борьбе. Если Брехт написал пьесу без зонгов, то Любимов включил в свой спектакль зонги — на стихи Брехта, не имевшие отношения к пьесе, а также Р. Киплинга, и Н. Коржавина, и Е. Евтушенко. Получился суд, по мнению критика, «пристрастный, даже отчаянный», менее вдумчивый, но более трагичный, чем того хотел Брехт.
Ещё более решительно, чем Буш, Любимов отказался от лоутоновской трактовки образа и, соответственно, от его объяснения причин отречения Галилея. В исполнении Высоцкого Галилея меньше всего можно было упрекнуть в непомерной склонности к «земным наслаждениям», он вёл жизнь суровую, почти спартанскую, скорее готов был отвергнуть старое вино, чем новую мысль. Любимов таким образом перемещал акценты с личных причин (индивидуальной слабости) на внешние — наступающую реакцию. Обвинение, по словам критика, переадресовывалось: проблема не только и даже не столько в слабости Галилея-человека, сколько в силе условной «церкви». «Так досказывается, — писала в 1966 году М. Строева, — сценически развивается мысль драматурга. И постепенно, шаг за шагом, ощущение скованности, несвободы, висящей угрозы нарастает. Но скован не Прометей. Плебейство учёного получает двойной смысл: вместе с силой народа Галилей обретает и его слабость, разделяет его веру и его предрассудки, испытывает его взлёты и его падения…»

#### Другие постановки в России
В 1975 году Владимир Богомолов поставил «Жизнь Галилея» во МХАТе, с Андреем Поповым в главной роли; но такого резонанса, как спектакль Ю. Любимова, эта постановка не имела. Попытка сыграть Брехта по Станиславскому, как и во многих других случаях, привела к тому, что, уклонившись от принципов «эпического театра», спектакль, по словам Вл. Блока, оказался не обеспечен иными принципами. В отличие от Любимова, Богомолов не искал в пьесе актуальности: «Брехта отделили от современности, — а это для его драматургии ущерб непоправимый». Исполнителю главной роли своеобразие брехтовского письма пришлось постигать самостоятельно и вопреки режиссуре.
Ещё задолго до Любимова, в 1960 году, Рубен Агамирзян в Ленинграде создал радиоспектакль, с музыкой Андрея Петрова; Галилея играл Юрий Толубеев, а в 1965 году этот же режиссёр осуществил постановку спектакля на ленинградском ТВ, с Ефимом Копеляном в роли Галилея.

## Комментарии
1. ↑  В этом спектакле были заняты: Л. Штеккель (Галилей), Карл Парыла, Вольфганг Лангхофф[8].
2. ↑  В спектакле были заняты также Гуго Хаас (Барберини) и Франсис Хефлин (Вирджиния); оформил спектакль Роберт Дэвисон, хореографию ставила Лотта Гозлар. Премьера состоялась 30 июля[8].
3. ↑  Та же постановка Лоузи была показана в Нью-Йорке 7—14 декабря 1947 года.
4. ↑  Лоузи использовал в своём фильме музыку Эйслера, написанную для театральной постановки. Роли в фильме исполняли: Галилео Галилей — Х. Тополь, Вирджиния — Мэри Ларкин, Андреа Сарти — Том Конти, папа Урбан VIII — Майкл Лонсдейл, кардинал — Джон Гилгуд[17].
5. ↑  Спектакль оформил Макс Фрицше; роли исполняли: Галилей — Каспар Брюннингхауз, папа — Ромуальд Пекны, кардинал-инквизитор — Ворнер Хессепланд, Андреа — Курт Бек[8].
6. ↑  Спектакль оформил Каспар Неер, музыку написал Ханс Эйслер; роли исполняли: Вирджиния — Регина Лютц, Сарти — Ангелика Хурвиц, папа — Эрнст Отто Фурман, кардинал-инквизитор — Норберт Кристиан[8].
7. ↑  Роли исполняли: Вольфганг Хайнц (Галилей), Эккехард Шалль, Дитер Кнауп. Премьера состоялась 5 октября 1971 года[47].
8. ↑  В спектакле была использована музыка Г. Эйслера, написанная для более ранней постановки. Роли исполняли: Эккехард Шалль (Галилей), Симона Фрост, Рената Рихтер, Кармен-Мария Антони, Дитер Кнауп, Гюнтер Нойман, Петер Ауст[48].
9. ↑  Оформил постановку Э. Стенберг; в спектакле была использована музыка Д. Шостаковича к «Гамлету» в постановке Н. Акимова (1932); оригинальную музыку для зонгов написали А. Васильев и Б. Хмельницкий. Роли исполняли: Галилей — В. Высоцкий и А. Калягин, Андреа Сарти — Л. Комаровская, В. Погорельцев, госпожа Сарти — И. Ульянова и М. Полицеймако, Людовико Марсили — Д. Щербаков, Приули — В. Смехов[49]. Спектакль оставался в репертуаре театра до 1976 года[50].
10. ↑  Другие роли исполняли: Ведущий — Б. Фрейндлих, Вирджиния — Н. Мамаева, Андреа Сарти (в детстве) — А. Фрейндлих, Андреа Сарти в зрелом возрасте — К. Лавров, кардинал Баллармини — В. Чесноков, кардинал Барберини, он же папа Урбан VIII — И. Горбачёв, кардинал-инквизитор — В. Эренберг. Пролог читает В. Ковель[55].